# Park Ridge (Nova Jérsei)
Park Ridge é um distrito localizado no estado americano de Nova Jérsei, no Condado de Bergen.

## Demografia
Segundo o censo americano de 2000, a sua população era de 8708 habitantes.
Em 2006, foi estimada uma população de 8945, um aumento de 237 (2.7%).

## Geografia
De acordo com o United States Census Bureau tem uma área de
6,8 km², dos quais 6,7 km² cobertos por terra e 0,1 km² cobertos por água. Park Ridge localiza-se a aproximadamente 35 m acima do nível do mar.

## Localidades na vizinhança
O diagrama seguinte representa as localidades num raio de 4 km ao redor de Park Ridge.